# Hanke Bruins Slot
Hanke Gerdina Johanette Bruins Slot (ur. 20 października 1977 w Apeldoorn) – holenderska polityk, działaczka samorządowa i żołnierz, członkini Apelu Chrześcijańsko-Demokratycznego (CDA), parlamentarzystka, w latach 2022–2023 minister spraw wewnętrznych, od 2023 do 2024 minister spraw zagranicznych.

## Życiorys
W młodości trenowała halowy hokej na trawie, w 2005 wywalczyła mistrzostwo kraju z drużyną HC Kampong. Studiowała prawo, administrację i zarządzanie na Uniwersytecie w Utrechcie. W latach 2005–2007 odbyła podyplomowe szkolenie oficerskie w Koninklijke Militaire Academie. Pracowała m.in. jako asystentka studenta, od 2001 była oficerem politycznym w resorcie spraw wewnętrznych. Dołączyła do holenderskich sił zbrojnych, w 2008 dowodziła oddziałem wojsk operacyjnych ISAF w mieście Tirin Kot w Afganistanie. W 2009 została p.o. naczelnego oficera przy dyrektorze operacyjnym w dowództwie Koninklijke Landmacht, a w 2010 oficerem do spraw planowania i programowania w tej instytucji.
Działaczka Apelu Chrześcijańsko-Demokratycznego, była członkinią zarządu powiązanej z tą partią fundacji De Dertigers. W 2010 objęła mandat posłanki do Tweede Kamer. Do niższej izby Stanów Generalnych była następnie wybierana w 2012 i 2017. Z parlamentu odeszła w 2019, obejmując stanowisko we władzach wykonawczych (Gedeputeerde Staten) prowincji Utrecht
W styczniu 2022 w czwartym gabinecie Marka Ruttego objęła stanowisko ministra spraw wewnętrznych. We wrześniu 2023 w tym samym rządzie przeszła na funkcję ministra spraw zagranicznych, którą sprawowała do lipca 2024.